# Château des ducs de Brabant
Le château des ducs de Brabant (en néerlandais : Kasteel van de hertogen van Brabant) est un château situé au centre de la ville belge de Turnhout.

## Historique
Le château date du XIIe siècle et a été reconstruit plusieurs fois. Sous le gouvernorat de Marie de Hongrie, il servait de château de plaisance.
Aux XVIIIe et XIXe siècles, le château tombe en ruine. La province d'Anvers rachète le bâtiment à la commune au début du XXe siècle et, après la Première Guerre mondiale, sous la direction de l'architecte provincial Jules Taeymans (nl), a procédé à une restauration en profondeur.
Aujourd'hui, le tribunal de première instance d'Anvers y est installé. La justice de paix du canton de Turnhout (nl), le tribunal de police d'Anvers (section de Turnhout) et le tribunal du travail d'Anvers (section de Turnhout) sont situés dans des bâtiments voisins.

## Art
Des peintures murales de Karel Boom (nl) représentant le château à l'époque de Marie de Hongrie sont présentes dans la salle d'audience principale. Les couloirs et les salles sont ornés de reliques historiques. Dans l'étang se trouve une statue de naïade par Rik Poot (nl).

## Galerie

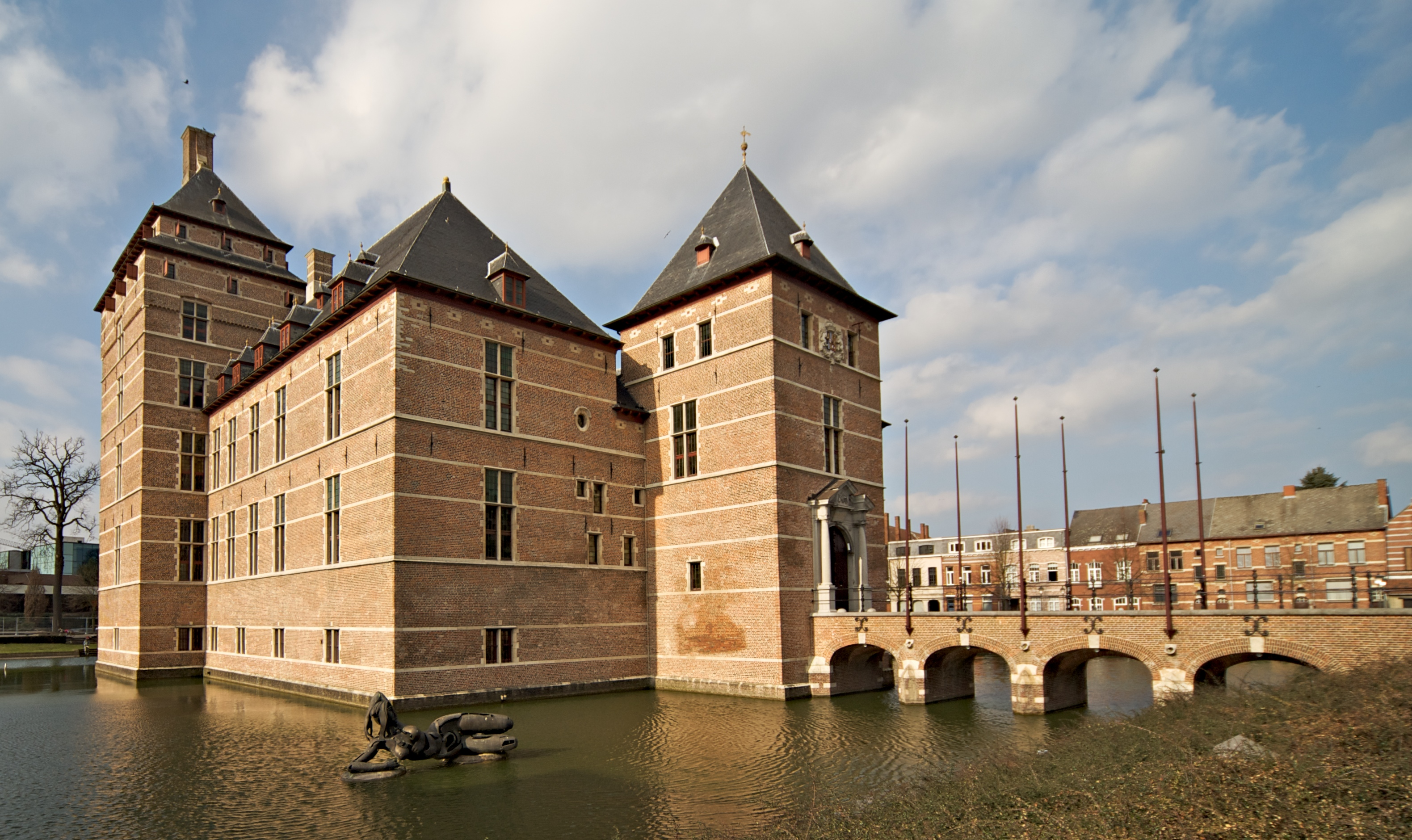
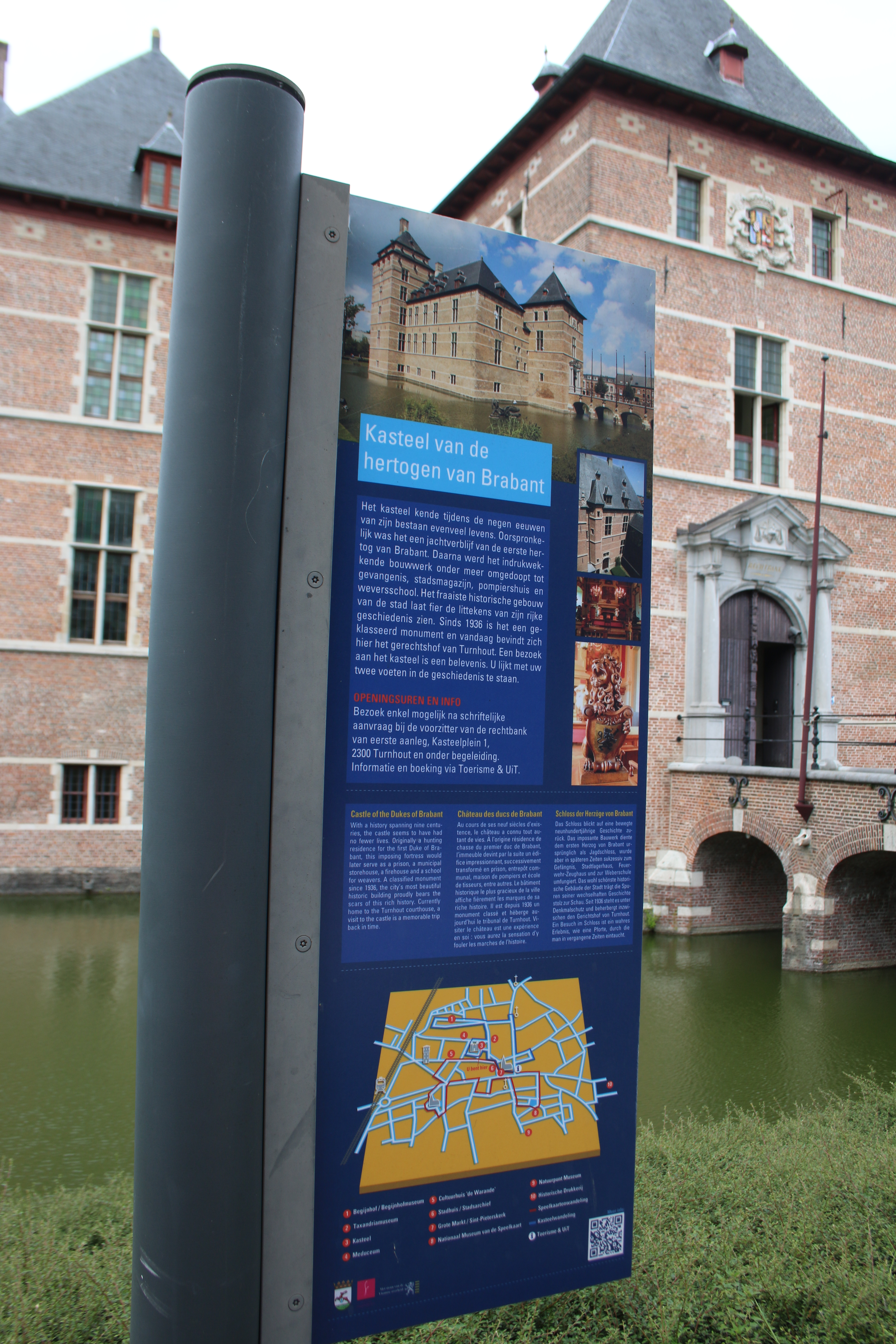
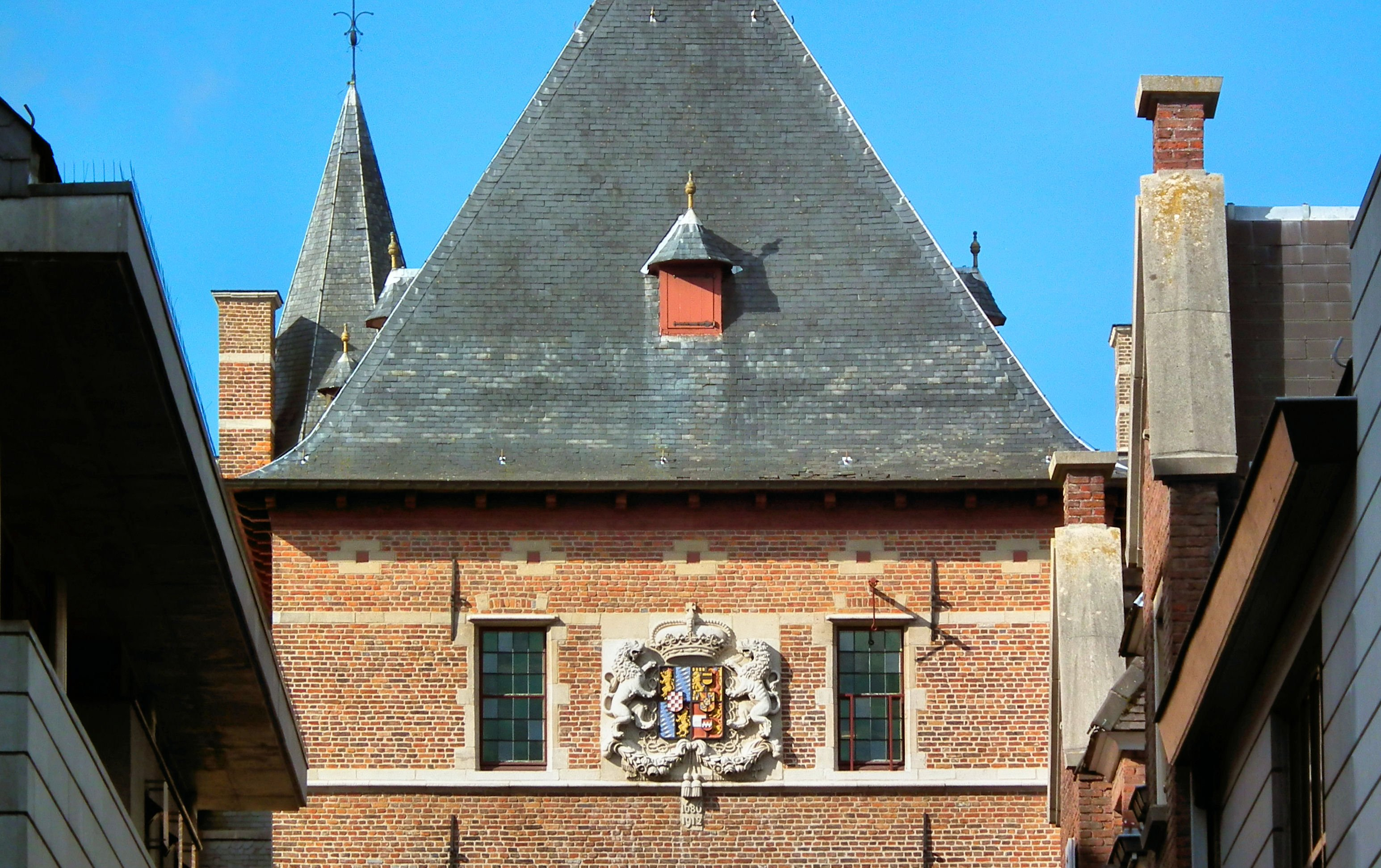
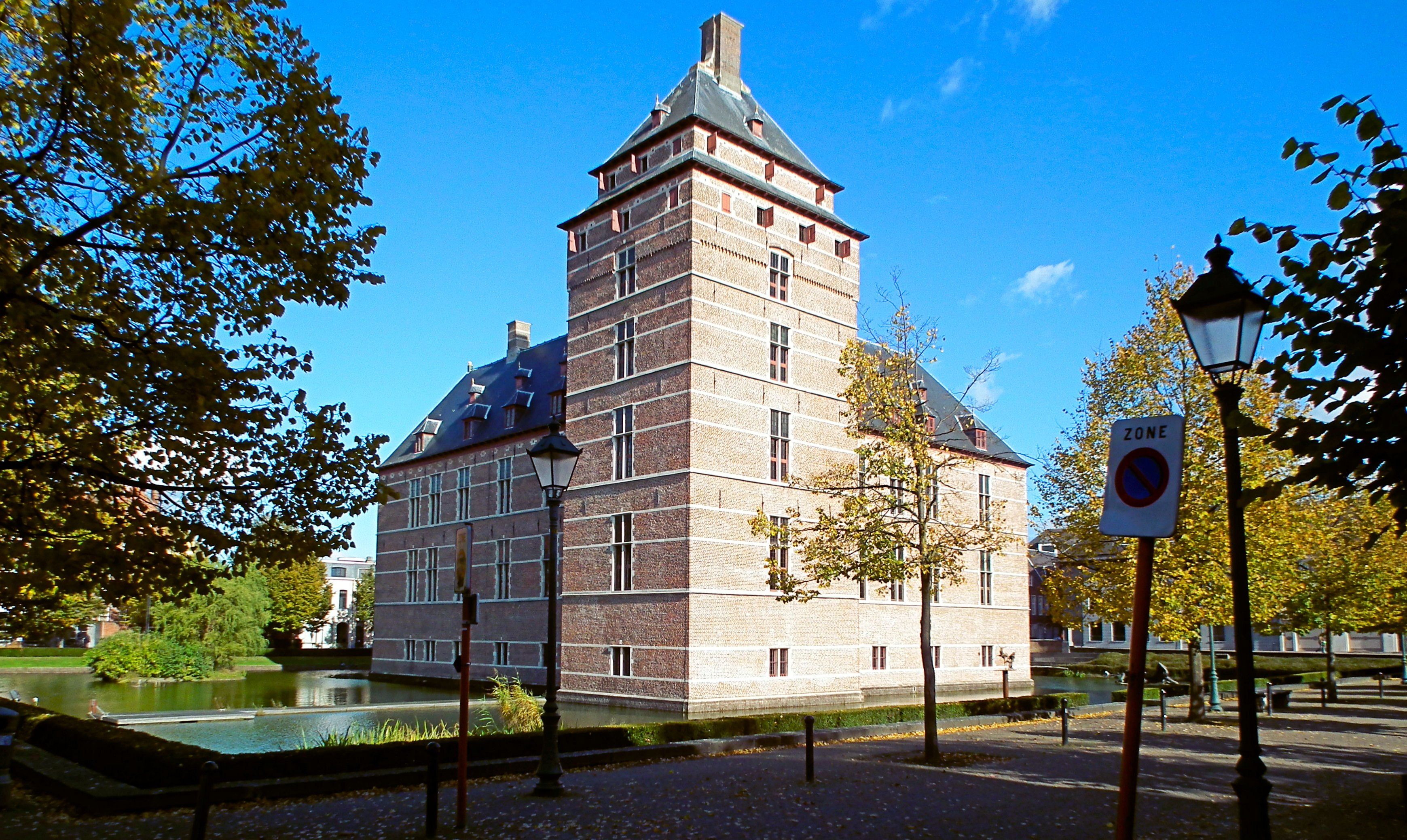